# Hippodrome d'Asunción
 (avril 2025).
Si vous disposez d'ouvrages ou d'articles de référence ou si vous connaissez des sites web de qualité traitant du thème abordé ici, merci de compléter l'article en donnant les références utiles à sa vérifiabilité et en les liant à la section « Notes et références ».
L'Hippodrome d'Asunción est une piste de courses équestres situé à Asuncion, Paraguay.
Il appartient au Jockey Club du Paraguay. Il a été inauguré le 18 septembre 1954 et il est le plus grand hippodrome du pays. Il est situé dans une des avenues les plus occupées de la ville, Eusebio Ayala Avenida. La piste herbeuse fait 1,810 mètres de long et 20 mètres de large.

## Concerts
Il y a quelques années, l'hippodrome est devenu également un endroit célèbre pour les concerts. Il accueille aussi bien des festivals de rock que des artistes internationaux.
À cause de sa grande capacité qui est d'environ 80 000 places, il est souvent choisi par les artistes étrangers visitant le pays.